# وابستگی متقابل پیچیده
وابستگی متقابل پیچیده (انگلیسی: Complex interdependence) مفهومی در روابط بین‌الملل و اقتصاد سیاسی بین‌الملل است که توسط رابرت کوهن و جوزف نای در دههٔ ۱۹۷۰ برای توصیف وضعیتِ در حال ظهور اقتصاد سیاسی جهان ابداع شد. این مفهوم به این مسئله اشاره دارد که روابط میان دولت‌ها به شکل فزاینده‌ای در حال عمیق‌تر شدن و پیچیده‌تر شدن است. شبکهٔ پیچیدهٔ وابستگی‌های متقابل قدرت دولت را به چالش کشیده و باعث افزایش نفوذ بازیگران فراملیِ غیردولتی می‌شود. این روابط پیچیده را می‌توان از دو دیدگاه لیبرال یا رئالیست بررسی نمود.

## تاریخ مفهوم
اصطلاح «وابستگی متقابل پیچیده» توسط ریموند لزلی بیول در سال ۱۹۲۵ برای توصیف نظم جدید میان اقتصادها، فرهنگ‌ها و نژادها به کار رفت. همین مفهوم در آثار ریچارد کوپر (۱۹۶۸) مورد بررسی قرار گرفته است. رابرت کوهن و جوزف نای در انتقاد از واقع‌گرایی سیاسی، با برساخت تحلیلی وابستگی متقابل پیچیده به بررسی این مسئله می‌پردازند که چگونه سیاست بین‌الملل با ظهور اندرکنش‌ها و وابستگی متقابل میان دولت‌ها برای همیشه تغییر کرده است. کوهن و نای اشاره می‌کنند که با افزایش ارتباطات و وابستگی‌های میان دولت‌ها و جوامع، اهمیتِ قدرت نظامی و موازنهٔ قدرت کاهش می‌یابد، اگرچه همچنان ضروری باقی می‌ماند. آن‌ها میان دو مفهوم «وابستگی» و «وابستگی متقابل» در تحلیل نقش قدرت در سیاست و روابط میان بازیگران بین‌المللی تمایز قائل می‌شوند.
در تحلیل کوهن و نای وابستگی متقابل پیچیده با سه شاخصه شناخته می‌شود:
1. استفاده از مجاری و کانال‌های ارتباطی متعدد میان جوامع در سطح بین دولتی، فراحکومتی و فراملی.
2. غیاب سلسله‌مراتب موضوعی (بر خلاف دیدگاه رئالیست‌ها که همواره سیاست خارجی را در صدر موضوعات مهم قرار می‌دهند)
3. هدف کاهش قدرت نظامی و قدرت متکی بر اجبار در روابط بین‌الملل.

بنابراین از دیدگاه کوهن و نای، کاهش اهمیت قدرت نظامی به عنوان ابزار سیاست خارجی و افزایش اهمیت اقتصاد و انواع دیگر وابستگی متقابل باعث افزایش احتمال همکاری میان دولت‌ها خواهد شد. این دیدگاه در دههٔ ۱۹۷۰ به جریانی مهم در انتقاد از واقع‌گرایی سیاسی در روابط بین‌الملل تبدیل شد و یکی از مفاهیم مرکزی در جریان‌های نظری لیبرالیسم و نئولیبرالیسم (لیبرالیسم نهادگرا) شد.